# 比亚埃尔莫萨
比亚埃尔莫萨位于墨西哥东南部，是塔瓦斯科州的首府，人口约66万（2005年）。

## 图集

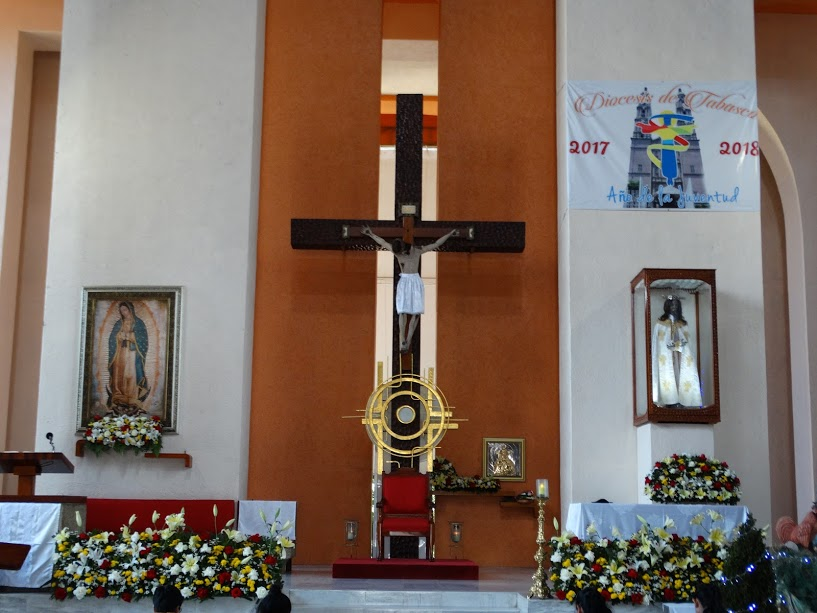
大教堂的祭坛
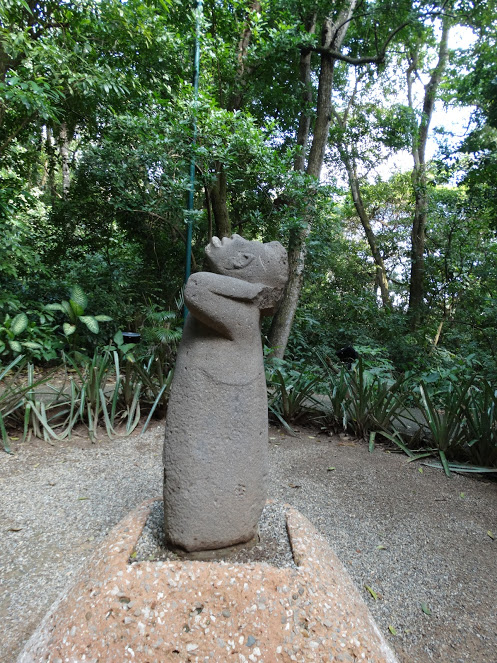
雕像：一只猴子盯着天空
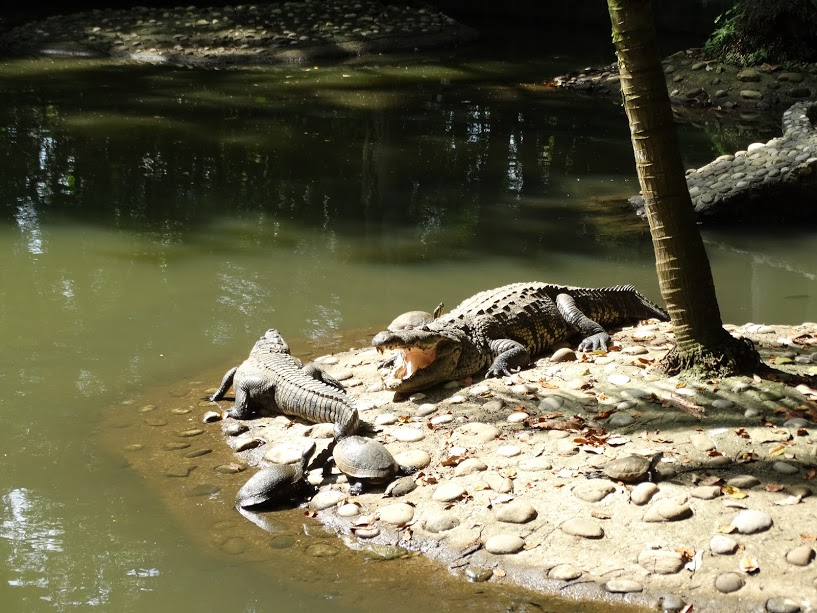
鳄鱼和海龟在公园里